# Donald Duck Junior
Donald Duck Junior is een tweewekelijks verschijnend, Nederlands tijdschrift met stripverhalen van Walt Disney-figuren, met name Donald Duck. Het weekblad wordt uitgegeven in de Benelux door Sanoma Uitgevers.
Donald Duck Junior is afgeleid van de Donald Duck en is volgens de uitgever bedoeld voor kinderen die hiervoor nog te jong zijn. De teksten in de strip zijn daarom korter, de opmaak overzichtelijker en de letters groter. Van dit tijdschrift worden net als van de Donald Duck jaarlijks een Winter- en Vakantieboek uitgegeven. Deze boeken verschijnen tegelijk met het Donald Duck Winter- en Vakantieboek. De strips die hierin staan zijn op dezelfde manier opgemaakt als in het tijdschrift en de puzzels die hierin staan zijn eenvoudiger dan die in het Winter- en Vakantieboek van de Donald Duck. Op die manier hebben kinderen die nog te jong zijn voor de Winter- en Vakantieboeken van de Donald Duck een eigen versie van deze boeken.

## Oplage
| Jaar | Betaalde gerichte oplage | Totaal verspreide oplage |       |
| ---- | ------------------------ | ------------------------ | ----- |
| 2011 | 12.168                   | 14.210                   | [ 2 ] |
| 2012 | 10.383                   | 13.961                   | [ 3 ] |
| 2022 | 19.588                   | 19.848                   |       |